# Jyske mesterskab 1921-22 (fodbold)
Det jyske mesterskab i fodbold 1921-22 var den 24. udgave af turneringen om det jyske mesterskab i fodbold for herrer organiseret af Jydsk Boldspil-Union. AGF vandt turneringen for femte gang ved i finalen at slå Vejen SF, der for tredje gang tabte finalen. Vinderen af turneringen kvalificerede sig til Landsfodboldturneringen 1921-22.
Turneringen havde deltagelse af 29 hold, som var opdelt i syv kredse. Hver kredsvinder - med undtagelse af vinderen af Kreds 6 - kvalificerede sig til næste sæsons Mesterskabsrækken, da Jydsk Boldspil-Union ønskede at skabe en egentlig topdivision for de bedste jyske klubber.
Silkeborg IF, Vemb IF og Thisted IK trak deres hold før turneringsstarten og blev erstattet af Union Sønderborg, Aabenraa FK og Varde GF.

## JBUs A-række Nordkredsen

### Kreds 1
| Nr | Hold             | K | V | U | T | Mf |   | Mi | +/- | P                                                              |
| -- | ---------------- | - | - | - | - | -- | - | -- | --- | -------------------------------------------------------------- |
| 1  | Aalborg Chang    | 6 | 5 | 1 | 0 | 21 | – | 4  | +17 | 11Kvalificeret til semifinale og JBUs Mesterskabsrække 1922-23 |
| 2  | AaB              | 6 | 2 | 1 | 3 | 15 | – | 12 | +3  | 5                                                              |
| 3  | Frederikshavn IK | 6 | 1 | 3 | 2 | 10 | – | 11 | −1  | 5                                                              |
| 4  | Brønderslev IF   | 6 | 1 | 1 | 4 | 15 | – | 34 | −19 | 3                                                              |

 K: Kampe spillet, V: Vundne kampe, U: Uafgjorte kampe, T: Tabte kampe, Mf: Mål for, Mi: Mål imod, +/-: Måldifference, P: Point

 

### Kreds 2
| Nr | Hold          | K | V | U | T | Mf |   | Mi | +/- | P                                                              |
| -- | ------------- | - | - | - | - | -- | - | -- | --- | -------------------------------------------------------------- |
| 1  | AGF (M)       | 6 | 5 | 0 | 1 | 30 | – | 9  | +21 | 10Kvalificeret til semifinale og JBUs Mesterskabsrække 1922-23 |
| 2  | Randers Freja | 6 | 4 | 0 | 2 | 25 | – | 16 | +9  | 8                                                              |
| 3  | Aalborg Freja | 6 | 3 | 0 | 3 | 14 | – | 15 | −1  | 6                                                              |
| 4  | AIA [a]       | 6 | 0 | 0 | 6 | 5  | – | 34 | −29 | 0                                                              |

 K: Kampe spillet, V: Vundne kampe, U: Uafgjorte kampe, T: Tabte kampe, Mf: Mål for, Mi: Mål imod, +/-: Måldifference, P: Point

 
1. ^ AIA udeblev fra sidste kamp mod Aalborg Freja og blev erklæret som taber af kampen.

### Kreds 7
| Nr | Hold             | K | V | U | T | Mf |   | Mi | +/- | P                                                             |
| -- | ---------------- | - | - | - | - | -- | - | -- | --- | ------------------------------------------------------------- |
| 1  | Skive IK         | 4 | 4 | 0 | 0 | 20 | – | 2  | +18 | 8Kvalificeret til semifinale og JBUs Mesterskabsrække 1922-23 |
| 2  | Viborg FF        | 4 | 1 | 0 | 3 | 9  | – | 14 | −5  | 2                                                             |
| 3  | Nykøbing Mors IF | 4 | 1 | 0 | 3 | 8  | – | 21 | −13 | 2                                                             |

 K: Kampe spillet, V: Vundne kampe, U: Uafgjorte kampe, T: Tabte kampe, Mf: Mål for, Mi: Mål imod, +/-: Måldifference, P: Point

 

### Semifinale
Aalborg Chang - Skive IK 4 - 3. Spillet i Randers.

### Kredsfinale
AGF - Aalborg Chang 4 - 1. Spillet i Viborg.

## JBUs A-række Sydkredsen

### Kreds 3
| Nr | Hold          | K | V | U | T | Mf |   | Mi | +/- | P                                                              |
| -- | ------------- | - | - | - | - | -- | - | -- | --- | -------------------------------------------------------------- |
| 1  | Vejle BK      | 8 | 6 | 1 | 1 | 22 | – | 12 | +10 | 13Kvalificeret til semifinale og JBUs Mesterskabsrække 1922-23 |
| 2  | Horsens fS    | 8 | 6 | 0 | 2 | 25 | – | 13 | +12 | 12                                                             |
| 3  | Kolding B     | 8 | 4 | 0 | 4 | 13 | – | 11 | +2  | 8                                                              |
| 4  | Kolding IF    | 8 | 2 | 0 | 6 | 14 | – | 22 | −8  | 4                                                              |
| 5  | Fredericia BK | 8 | 1 | 1 | 6 | 10 | – | 26 | −16 | 3                                                              |

 K: Kampe spillet, V: Vundne kampe, U: Uafgjorte kampe, T: Tabte kampe, Mf: Mål for, Mi: Mål imod, +/-: Måldifference, P: Point

 

### Kreds 4
| Nr | Hold                 | K | V | U | T | Mf |   | Mi | +/- | P                                                              |
| -- | -------------------- | - | - | - | - | -- | - | -- | --- | -------------------------------------------------------------- |
| 1  | Haderslev FK         | 6 | 6 | 0 | 0 | 31 | – | 3  | +28 | 12Kvalificeret til semifinale og JBUs Mesterskabsrække 1922-23 |
| 2  | Vamdrup BK [a]       | 6 | 3 | 0 | 3 | 14 | – | 10 | +4  | 6                                                              |
| 3  | Union Sønderborg (O) | 6 | 2 | 1 | 3 | 4  | – | 17 | −13 | 5                                                              |
| 4  | Aabenraa FK (O)      | 6 | 0 | 1 | 5 | 5  | – | 24 | −19 | 1                                                              |

 K: Kampe spillet, V: Vundne kampe, U: Uafgjorte kampe, T: Tabte kampe, Mf: Mål for, Mi: Mål imod, +/-: Måldifference, P: Point

 
1. ^ Vamdrup udeblev fra kampen i 4. runde mod Union Sønderborg og blev erklæret som taber af kampen.

### Kreds 5
| Nr | Hold         | K | V | U | T | Mf |   | Mi | +/- | P                                                              |
| -- | ------------ | - | - | - | - | -- | - | -- | --- | -------------------------------------------------------------- |
| 1  | Vejen SF     | 8 | 8 | 0 | 0 | 32 | – | 2  | +30 | 16Kvalificeret til semifinale og JBUs Mesterskabsrække 1922-23 |
| 2  | Esbjerg B 98 | 8 | 5 | 0 | 3 | 23 | – | 18 | +5  | 10                                                             |
| 3  | Bramming IF  | 8 | 3 | 0 | 5 | 17 | – | 20 | −3  | 6                                                              |
| 4  | Esbjerg AK   | 8 | 2 | 1 | 5 | 12 | – | 24 | −12 | 5                                                              |
| 5  | Varde GF (O) | 8 | 1 | 1 | 6 | 10 | – | 30 | −20 | 3                                                              |

 K: Kampe spillet, V: Vundne kampe, U: Uafgjorte kampe, T: Tabte kampe, Mf: Mål for, Mi: Mål imod, +/-: Måldifference, P: Point

 

### Kreds 6
| Nr | Hold           | K | V | U | T | Mf |   | Mi | +/- | P                              |
| -- | -------------- | - | - | - | - | -- | - | -- | --- | ------------------------------ |
| 1  | Struer IF      | 6 | 6 | 0 | 0 | 18 | – | 7  | +11 | 12Kvalificeret til kredsfinale |
| 2  | Ringkøbing     | 6 | 3 | 0 | 3 | 16 | – | 14 | +2  | 6                              |
| 3  | Herning Fremad | 6 | 2 | 0 | 4 | 12 | – | 14 | −2  | 4                              |
| 4  | Lemvig GF      | 6 | 1 | 0 | 5 | 11 | – | 22 | −11 | 2                              |

 K: Kampe spillet, V: Vundne kampe, U: Uafgjorte kampe, T: Tabte kampe, Mf: Mål for, Mi: Mål imod, +/-: Måldifference, P: Point

 

### Semifinaler
Vejen SF - Haderslev FK 3 - 2. Spillet i Fredericia.

Vejle BK - Struer IF 2 - 0. Spillet i Herning.

### Kredsfinale
Vejen SF - Vejle BK 4 - 2. Spillet i Fredericia.

## Finale
| 21. maj 1922 |

| AGF                                                                                                 | 4 - 0   | Vejen SF |
| --------------------------------------------------------------------------------------------------- | ------- | -------- |
| Knud Thiede 10' · Charles Ansbjerg 17' · Johannes Langgaard 22' · Hans Petersen 30' · Jens Skou 49' | (3 - 0) |          |

| Horsens Tilskuere: 2.000 Dommer: Helmuth Nielsen, København |

## Øvrige kilder
- Alstrup, Aksel (1950-1953). "JBU-mesterskabernes fordeling". Jysk Fodbold i Fortid og Nutid - Bind 1 & 2. Odense: Jydsk Boldspil-Union, Østergaards Forlag. s. 88-92.
- Johannes Gandil (1939): Dansk fodbold, Sportsbladets forlag.